# Азъ (группа)

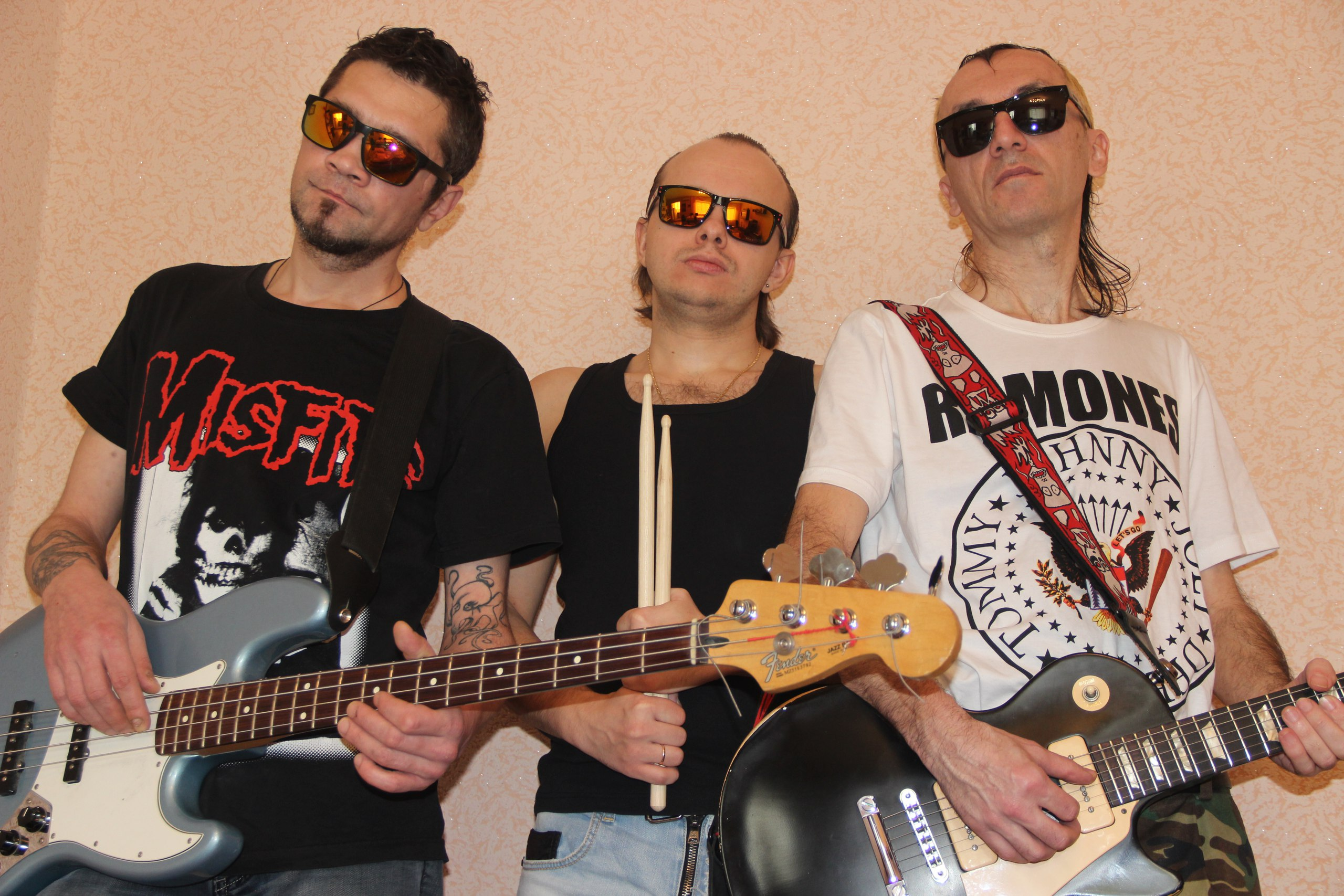
Олег Черепах, Евгений "Snail" Брытков, Виталий "Гасконец" Беликов. Санкт-Петербург. 2015г

АЗЪ — московская рок-группа, играющая в стиле панк-рок. Образована в 1994 году Олегом Липовичем, более известным по прозвищу «Черепах». 
Ныне продолжает свою активность в обновленном составе(2023).

## История

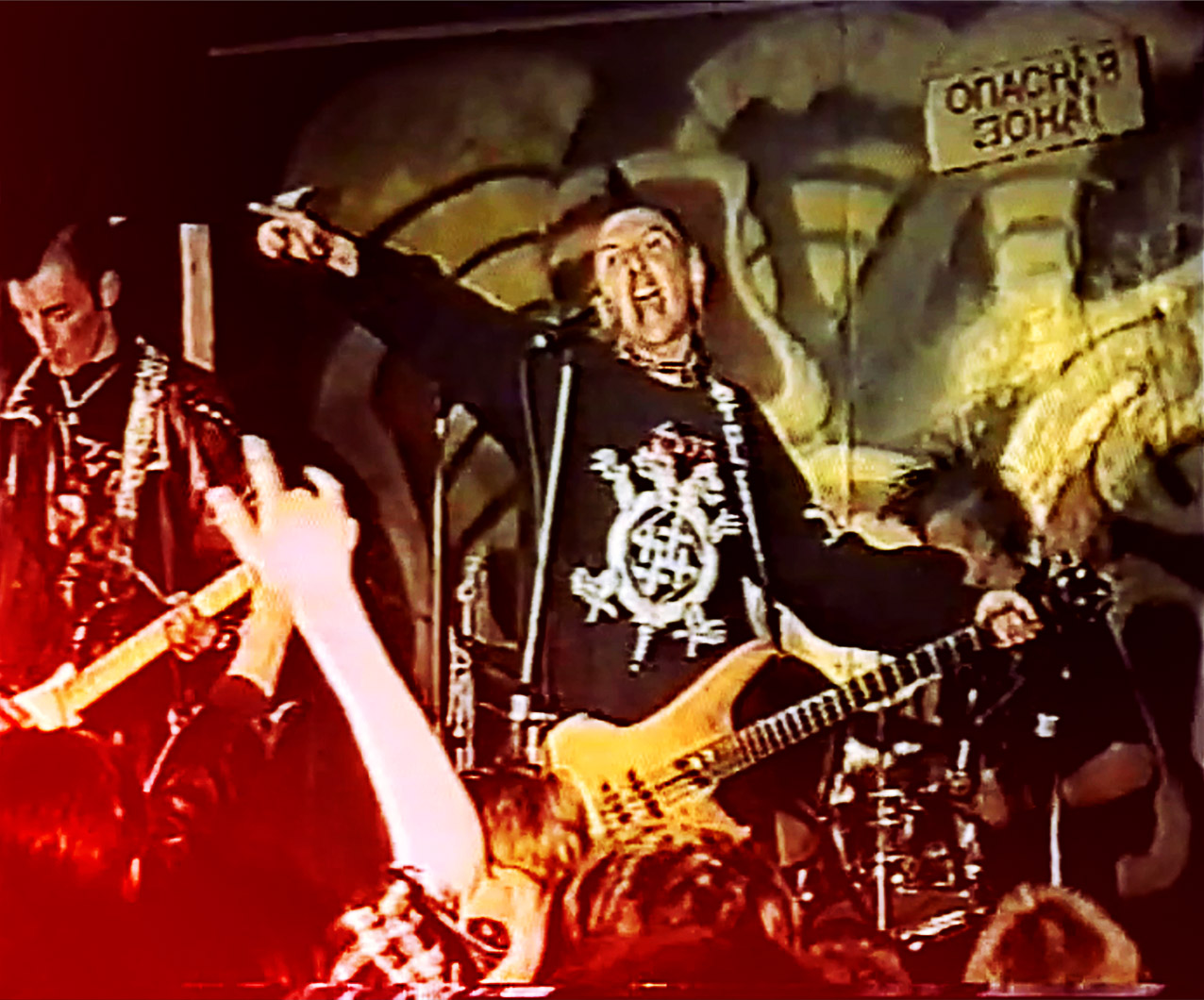
АЗЪ во время турне по Золотому Кольцу России (1999)

1994 год — год основания группы. Первый состав коллектива состоял из Олега «Черепаха» Липовича (вокал, бас-гитара), Павла «Леща» Крайнева (гитара, бэк-вокал) и Артёма «Отца Артемия» Лазебного (ударные). В то время группа играла «традиционный» панк-рок.
Уже в 1995 году на студии «Союз» вышел первый альбом группы — «Собаки Луны». Это стало возможно благодаря поддержке «Корпорации Тяжёлого Рока» («КТР») — организации, созданной в 1989 году лидером «Коррозии металла» Сергеем «Пауком» Троицким. «Собаки Луны» был первым альбомом в стиле панк-рок, записанным на «Союзе». В записи вместо Артёма Лазебного на барабанах играл Андрей «Фил» Морозов.
В течение 1995—1996 гг. в результате серии выступлений на панк-фестивалях, таких как «Панк-революция», группа становится популярной. В этом же году коллектив выпускает альбом «Стадо Адама».
Группа не прекращает сотрудничество с «КТР». «Корпорация» до 1999 год способствует записи альбомов коллектива. Также «КТР» поддерживает идею Олега «Черепаха» о записи сборников «Панк-революция».
С выходом двойного альбома «Классовая Ненависть» (1999 год) группа демонстрирует более агрессивное и «грязное» звучание, подкреплённое экстремальной текстовой идеей. Этот отход от первоначального звучания «Аза» привлекает новые ряды поклонников. Альбом показал хороший уровень продаж. Что нельзя было сказать о количестве и посещаемости концертов «Аза» и рок-мероприятий в целом (период финансового кризиса и дефолта (август 1998). После выхода альбома и серии концертов, летом 1999 года, гитарист Олег Митрофанов (группа Гевал и др.) и барабанщик Михаил Хлыстов покидают коллектив.
Через несколько месяцев настойчивых поисков, Олег «Черепах» привлекает к сотрудничеству своего старого приятеля Максима «Клопа» Свиридова в качестве поэта, и бэк-вокалиста.
Желанием «Черепаха» было вывести «Азъ» на качественно другой уровень и с поиском единомышленников он не торопился. Макс, в свою очередь, порекомендовал Олегу своего знакомого, ещё со школьных лет, гитариста Николая Архипова («Калян Архипов»).
Архипов привлёк к работе барабанщика Андрея «Деда» Новгородова. В этом составе к лету 2000 года был записан CD-альбом «Бомба REX 2000. версия made in Moscow». К этому времени группа «Азъ» набрала хорошие обороты и плотно гастролировала, а на крупных панк-фестивалях выступала исключительно в качестве хэдлайнеров. В конце года был выпущена расширенная версия альбома под названием «Бомба REX 2000». В альбом вошли 19 композиций. Олег «Черепах» проявил себя в альбоме как мощный идеолог, музыку же к большинству композиций на этом альбоме придумал Николай Архипов.
По результатам голосования на официальном сайте группы «Бомба Rex» в течение 10 лет являлся самым популярным альбом коллектива, наряду с альбомами «Собаки луны», «БлокХаос» и «Лезвие радуги».
Продвижением альбомов «АЗЪ» занимается московский независимый лейбл «Sound Age Productions».
С 2006 года группа пишется на собственном DIY лейбле «АЗЪ inc.» на этом лейбле был записан первый из трех DIY альбомов «Фронт ATTACK»
В 2008 году были записаны ещё два полнометражных DIY альбома: «Символика Шута» на стихи поэта Ярослава Кузнецова и «Зона Зеро» на стихи поэта Всеволода Емелина. Музыку к этим альбомам написал Олег Черепах. Аранжировщиком, звукорежиссёром и саунд-продюсером на тот период стал Артем «Арсеналыч» Козлов, он же сыграл все гитарные партии на альбомах.
С 2008 по 2011 «Азъ» активно гастролировали по городам России и Украины.
В 2011 году «Черепах» решает оставить бас-гитару и вплотную осваивает электрогитару и перебирается в Санкт-Петербург.
В январе-марте 2012 года совместно с панк-группой «Союз Созидающих» и Вадимом Курылевым — музыкант записывает и участвует в клипе «Нам нужна Анархия». В июне 2013 Олег «Черепах» становится дипломантом блюз-рок-фестиваля «Джимми Хендрикс».
В ноябре 2013 года группа АЗЪ в новом составе выпускает макси-сингл «Люди ннн». Группа экспериментирует с новым звучанием. Черепах полностью переходит на гитару, теперь все гитарные партии исполняет только он. Кроме того к инструментам добавляются клавиши и перкуссия. Музыкальный стиль коренным образом отличается от предыдущих альбомов. Тем не менее прослеживается нить, связывающая новый макси сингл и выпущенный восемью годами ранее альбом «Хлест». Тексты и напевные мотивы в стиле «агрессивной романтики» объединяют «Хлест» и «Люди ннн».
Песня «Люди ннн» с одноимённого макси сингла становится победительницей в голосовании на Неформатном радио и успешно выходит в ротацию.
9 февраля 2014 г. состоялся первый концерт АЗЪ в новом составе. Местом проведения стал легендарный клуб «Камчатка».
В августе 2014 года музыканты группы Азъ вернулись в студию звукозаписи, где было выполнено пересведение всего макси-сингла «Люди ннн».
9 марта 2015 группа «АЗЪ» закончила работу над новым альбомом «ИSUS». Запись сделана на Петербургской студии Nord (звукорежиссёр Иван Дмитриев).
Общая концепция альбома отражает идейную борьбу за индивидуальную свободу личности и человечества в целом от вездесущей власти выдуманной алчными корпорациями альтернативной реальности современных цифровых технологий эпохи постмодернизма.
Писательские способности Олега Черепаха 2016 года нашли свое воплощение в третьем романе в стиле кибер панк "Убить Рудольфа",в настоящее время (2023 год) этот роман существует исключительно в интернет версии книжных издательств. Первых два романа, так же в стиле кибер панк "Путь Подонка", "Грязные Войны" - 2004 года находятся в открытом доступе в интернете.
2016 года 5 августа выходит альбом "Безумный Маскарад", который не оправдал ожиданий фататов и слушателей ибо был написан не Олегом,который уделил внимание всей музыкальной части альбома,а Анастасией Звездецкой, занимавшей должность концертного директора команды,которая приложила руку написав все тексты этого альбома.
Спустя три года 10 марта 2019 вышел в свет взрывной альбом под названием: "Маньяк Вранья" с такими хитами,как "Сид Вишес Антигерой", "Портреты Их мира", "Колыбельная Для Кукол", "Банановый Капитализм",в этот раз альбому было уделено должное внимание Липовича, лично написавшему музыку и тексты,альбом отплатил ему успехом.
В этом же году (2019) спустя некое время группой был выпущен клип на песню "Маньяк Вранья" с одноименного альбома.
После сентября того же года состоялась запись 5 синглов, которые вошли в первую часть "The Best".
В настоящее время 2023 год группа АзЪ продолжает свою концертную деятельность и готовит новый альбом.

## Состав
Первоначальный состав 1994—1996

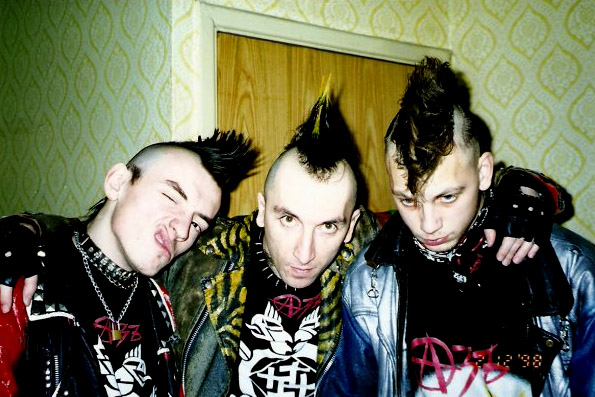
Олег "Мутный" Митрофанов, Олег Черепах, Михаил "Баламут" Хлыстов перед записью альбома «Классовая ненависть. Часть 1». Декабрь 1998 года.

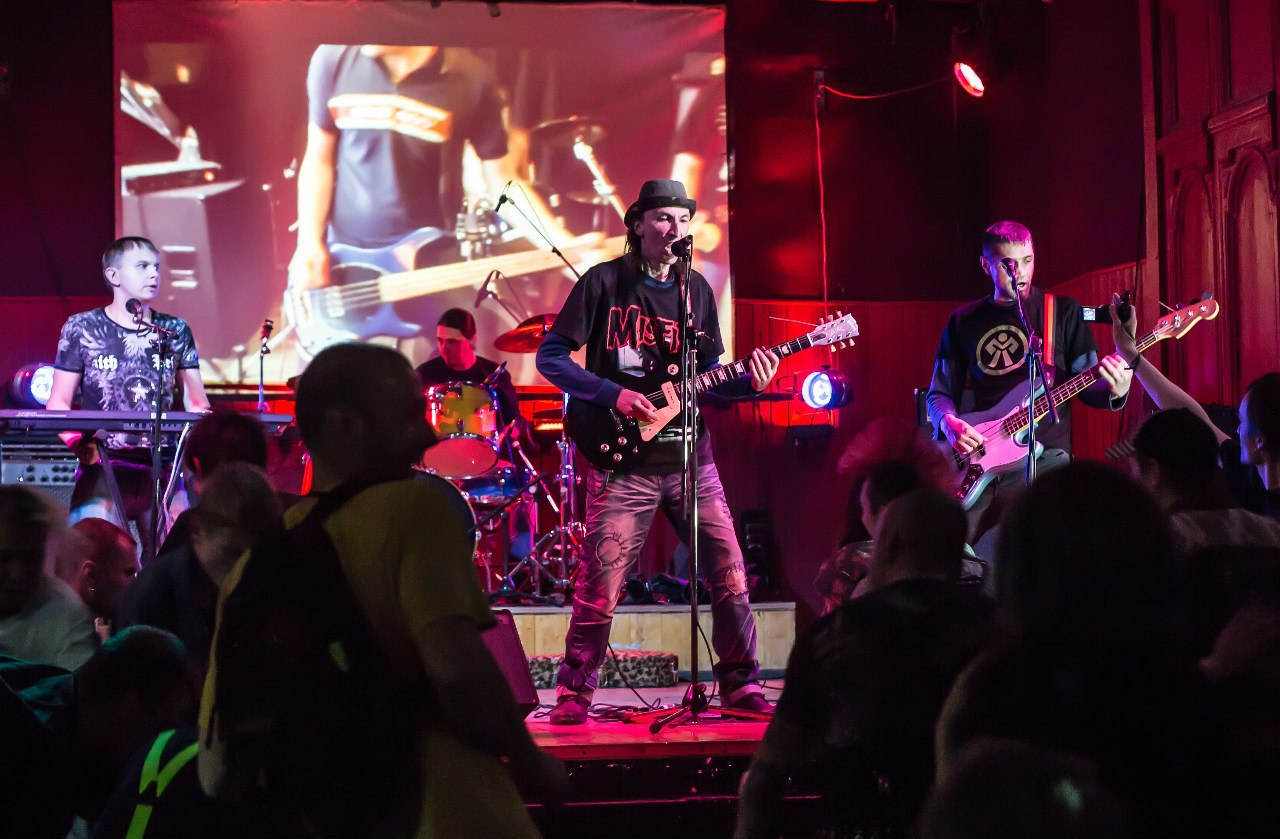
Группа Азъ. Панк слет им. Свина 2015г

- Олег «Черепах» — вокал, бас-гитара.
- Павел «Лещ» Крайнев — гитара.
- Андрей «Фил» Морозов — ударные.

Состав 1997
- Олег «Черепах» — вокал, бас-гитара.
- Саша «Кед» — гитара.
- Олег «Седой» — ударные.

Состав 1998—1999
- Олег «Черепах» — вокал, бас-гитара.
- Олег «Мутный» Митрофанов — гитара, бэк-вокал.
- Михаил «Баламут» Хлыстов — ударные.

### Состав 1999-2001
- Олег «Черепах» — вокал, бас-гитара.
- Николай «Калян» Архипов — гитара, бэк-вокал.
- Андрей «Дед» Новгородов — ударные.

Состав 2004—2010
- Олег «Черепах» — вокал, бас-гитара.
- Артем «Арсеналыч» Козлов — гитара.
- Дима «Бам» — ударные.

Состав 2013-2015
- Олег «Черепах» — вокал, гитара
- Евгений «Snail» Брытков — клавиши
- Сергей «Снег» - бас-гитара
- Андрей «KIFF» - барабаны
- Виталик «VENT» - перкуссия

Состав 2021 - 2023
- Олег «Черепах» - вокал, бас-гитара
- Дмитрий «Дракула» Лаврентьев - гитара, бэк-вокал
- Алексей «Слайвер» Подшибякин - барабаны

Состав 2023 по н.в.
- Олег «Черепах» - вокал, бас-гитара
- Дмитрий «Дракула» Лаврентьев - гитара, бэк-вокал
- Игорь «Шмель» - барабаны

## Дискография
- 1995 — «Собаки Луны»
- 1996 — «Стадо Адама»
- 1997 — «Революция Помоек» EP
- 1998 — «Зудоморфозы»
- 1999 — «Классовая Ненависть-1ч.» EP
- 1999 — «Классовая Ненависть-2ч.»
- 2000 — «Бомба REX 2000»
- 2002 — «Блокхаос»
- 2002 — «Лезвие Радуги»
- 2003 — «Озверин»
- 2005 — «Хлёст»
- 2006 — «Фронт ATTACK»
- 2008 — «Символика Шута»
- 2008 — «Зона Зеро» EP
- 2013 — «Люди ннн» (maxi single)
- 2015 — «Иsus»
- 2016 — «Безумный маскарад»
- 2019 — «Маньяк вранья»
- 2019 — «The Best» Часть 1

## Сборники
- 1996 — Панк Революция часть 1
- 1997 — Панк Революция ч. 2
- 1998 — Панк Революция ч. 3, ч. 4
- 2005 — АЗЪ Family # 1
- 2009 — Анархия в Р. Ф. 8
- 2012 — АЗЪ Family # 2 (интернет-сборник)
- 2013 — Сборник Гаражного Панка 5
- 2014 — Сборник Гаражного Панка 7
- 2014 — Tribute to Красная Плесень

## Бутлег
- 1999 — Бутлег (Чердачно-подвальный альбом)

## DVD
- 1998 — «Панк Революция-1»
- 2007 — «Марсианские Хроники»

## Клипы
- Мир через призму (1998)
- Азъ инк.
- Гопники (2002)
- Пурген и Азъ — Панк-революция (1998)
- Нам нужна Анархия (2012)
- Хи-мен (2014)
- Ослоумие (2014)
- Маньяк вранья (2019)

## Издания Олега Черепаха
- 2001 — Нотный сборник «30 песен Олега Черепаха»
- 2004 — Грязные Войны (интернет книга)
- 2004 — Путь Подонка (интернет книга)
- 2016 — Убить Рудольфа (интернет книга)